# Перші Визвольні Змагання у Херсоні

## 1917

### Звістка про повалення царату

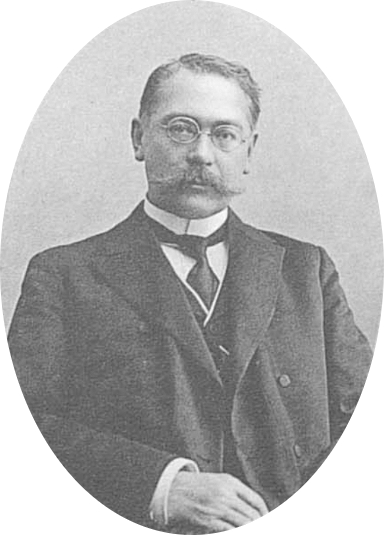
Блажков М. І. — міський голова Херсона з 1909 по 1917 рр.

4 березня 1917 року в Херсоні було отримано офіційне повідомлення про повалення царату. Місто одяглося у червоний колір і присягнуло на вірність новому революційному уряду. Городяни присягалися ідеям революції й Установчих Зборів, в залежності від релігійної приналежності, кожен у своїх храмах: у синагогах, православних церквах, костьолі, кірсі. Старі органи влади розпустили. Політичних в'язнів випустили з каторжної тюрми. Колишні ув'язнені вдень гуляли містом, а вночі поверталися у «рідну» тюрму, де влаштували своєрідний революційний гуртожиток, тому що грошей, щоб роз'їхатись додому, не було. Замість губернатора до Херсона приїхав губернський комісар (першим херсонським комісаром став відомий прогресивний газетний діяч Сергій Юрицин). А в колишньому губернаторському будинку розмістилась Рада робітничих і солдатських депутатів. І цей, як його звали городяни, Білий дім, перетворився на довгі революційні роки в центр нового громадського життя. Міська Дума переобрала «менш демократичного» Миколу Івановича Блажкова на Євгена Івановича Яковенка. І тільки красивий будинок біля парку (сучасна будівля музичної школи № 1) залишився на згадку про колишнього знаменитого міського голову.
Містом керував Комітет громадського порядку та спокою. Замість царської поліції були створені нові, чесні і відкриті органи правопорядку — міліція. Відразу ж з'явились десятки політичних, громадських, професійних організацій: об'єднувались усі, — за політичними уподобаннями, місцем роботи й проживання, релігійними і національними ознаками. Свої організації створили не тільки робітники промислових підприємств, але й домашні служниці, і навіть прикажчики. Вчителі херсонських середніх навчальних закладів заснували свій професійний комітет, а учні — свій. У місті з'явились єврейські, польські, українські громадські організації.
Поважні і авторитетні херсонські громадські діячі Б. Бонч-Осмоловський, О. Гржибовський, Г. Пачоський поновили діяльність відділу Партії народної свободи, незабаром робітники і представники інтелігенції легалізували організацію Соціал-демократичної робітничої партії, потім з'явились ще партії, потім ще — і політичне життя завирувало. Майже щодня проходили мітинги, громадські збори, демонстрації. Вважалося, що у кожного громадянина є його революційний обов'язок — ходити на збори.
Для регулярних маніфестацій існував навіть свій маршрут: збирались на Ярмарковій площі, біля пожежної каланчі. Це місце тоді ж назвали площею Свободи. Потім йшли по Говардівській (проспект Ушакова) і Пестелевському бульвару (зараз — частина Перекопської) до Білого дому (сучасний палац дитячої та юнацької творчості), там влаштовували невеликий мітинг, а далі йшли до Соборної площі, де проходив військовий парад з червоними прапорами.
Влітку 1917-го відбулися перші загальні вільні демократичні вибори у міське самоврядування. За місця гласних, так тоді звалися депутати, боролися кілька десятків політичних організацій — від Партії народної свободи до представників вірменської революційної партії «Дашнакцутюн». Усі херсонські соціалістичні партійні організації (російські й українські соціал-демократи, соціалісти-революціонери, кілька єврейських соціалістичних партій, польські і вірменські революціонери, а також група незалежних соціалістів), всі робітничі організації і могутня Рада робітничих і солдатських депутатів об'єднались у єдиний блок, так званий «Список № 9». Їхня програма була проста і ефективна: безкоштовна медична допомога і освіта, дешеві квартири, муніципалізація (тобто перехід у розпорядження міста) важливих підприємств, будівництво хороших мостових, правильна організація гігієни й санітарії тощо.
Напередодні голосування у різних кінцях міста проходили безперервні мітинги. Херсон заполонили демонстранти з прапорами і барабанами. Газети вийшли з закликами: «Ні один городянин не повинен залишатись вдома. Від нашої енергії залежить і наш успіх!»
І на перших демократичних загальних виборах перемогли соціалісти. Але покращення не сталося: загострювалось соціальне-економічне становище, почалися чвари між нещодавніми спільниками: українці виступали за автономію своєї країни, з єдиної соціал-демократичної організації вийшла невеличка група більшовиків і 24 вересня 1917 року створила самостійну більшовицьку організацію на чолі з Веніаміном Ліпшицем.
У вересні більшовиків було близько 50, на початку жовтня — вже 120 і їх лави продовжували зростати. Тоді ж з'явились перші загони Червоної гвардії.
Незабаром у далекому Петрограді сталося збройне повстання. Демократичний уряд, який за 8 місяців свого правління так і не спромігся скликати навіть Всеросійських Установчих Зборів, було повалено. Херсон ще деякий час перебував у невіденні. Місто заполонили чутки. Газети повідомили, що крейсер «Анна» бомбардував Зимовий палац. Потім усе з'ясувалось. Городянам потрібно було вирішувати — з ким вони. І в листопаді 1917-го Херсонський губерніальний з'їзд Рад робітничих і солдатських депутатів та представників місцевого самоврядування оголосив Херсонщину невід'ємною частиною України, а владу Української Народної Республіки — найвищою владою у Херсонській губернії.

### Створення Товариства Українська Хата в Херсоні
У місті постійно відбувались різноманітні мітинги та маніфестації, створювались різноманітні організації, спілки та комітети, відкривались осередки політичних партій. 5 березня 1917 року у місцевій газеті з'явилося оголошення, що було підписано Нестором Малечою:
«Українці! Гуртуймося! Вільна Україна вимагає нашої негайної праці».
19 березня 1917 року о 12-й дня у помешканні II товариства Взаємного кредиту відбулися офіційні збори херсонських українців. У ньому взяли участь визнані авторитети старої Громади і представники нового покоління. Головним підсумком зборів було рішення про заснування культурно-просвітно-політичного товариства «Українська Хата в Херсоні».
Товариство «Українська Хата в Херсоні» стало першим легальним українським національно-культурним та політичним товариством на Херсонщині.

### Національна маніфестація 16 квітня 1917 року

Оголошення про національну маніфестацію у газеті «Родной край». № 1452, 15 квітня 1917 року

Квітень 1917 року став початком великої просвітницької роботи українського товариства. За короткий час були створені українська книгозбірня, читальня, книгарня, засновано артистично-співочий гурток, відкрилася військова філія. З 12 квітня 1917 розпочала свій вихід перша україномовна газета «Вісник товариства Українська хата в Херсоні». В квітні відбулася й перша в історії Херсонщини українська національна маніфестація. Херсонські газетярі назвали її грандіозною.
На початку місяця в місцевій пресі були надруковані запрошення:
|  | Панове громадянство!... Озвіться і прийдіть усі хто знає, що він українець... Закликаємо громадянство зібратися 16 квітня на 1 годину дня на майдані коло водокачки. Просимо приходити в національному, у кого є, убранні і з корогвами... Звідтіля поход рушить по Говардівській, Суворовській та Рішельєвській вулицям на Соборну площу до Успенського собору. Там буде відправлено панахиду по великому гетьманові України Богдану-Зіновію Хмельницькому й великому поетові нашому Тарасові Шевченкові. |

У маніфестації взяли участь військові підрозділи Херсонського гарнізону, учні всіх середніх навчальних закладів (гімназій, сільськогосподарського та реального училищ, військово-фельдшерської школи), а також службовці, робітники, представники селянської спілки, «і взагалі, громадянство в національному убранні»… За оцінками репортерів, на першу українську національну маніфестацію зібралося близько 25 тисяч учасників, серед яких близько 5 тисяч військових. В колоні маніфестантів військові команди чергувалися з мирними обивателями, оркестри і хори (оркестри: учнів, 44 піхотного запасного полку, Таврійської дружини, хори: учнів, аматорської трупи, військовий) розташувалися в усіх частинах колони. Лунали «Україна», «Марсельєза», «Ще не вмерла Україна» й «Заповіт». Музика і пісні були чутні усім, солдати додали блиску, домашні «корогви», національні й революційні прапори створили урочисту й святкову атмосферу. Репортери нарахували більше 30 українських прапорів. Серед найголовніших закликів маніфестантів були: «Автономія Україні», «Нехай живе вільна Україна», «Свобода, рівність і братерство», «Наша слава не вмре», «Земля та мова», «В рідній школі — рідна мова», «В вільній Україні — українське військо».
Микола Чернявський згадував:
|  | О 12 годині стали всі збиратись, і ось на майдані показався відділ кінних козаків у старовинному запорізькому вбранні, з бунчуком і чудовим шовковим українським прапором. Попереду лави їхав на білому гарному коні в гетьманському вбранні з булавою в руці сивоусий смаглий козак. Гучне "Слава" довго лунала на майдані, і утворилась ілюзія, що ніби на свято прибули справжні козаки-запорожці... Як уві сні пливли мимо процесії бульвари, парк, будинки, йшли назад вулиці, з тротуарами, балконами й навіть деревами, заповненими людом, і ось майдан і собор. Спинились, стали на місцях. Як мак червоніють на конях запорожці. Блищать штики у війська, а весь майдан і вулиці - то тільки голови й голови людські. - На молитву! І йшла молитва і гуділи дзвони. Плакали люде... |

Після панахиди відбувся мітинг, на якому виступили Н. Малеча, М.Чернявський, Хр. Лиханский та інші. Цікаво, що українською мовою до громадянства звернулися міський голова Євген Яковенко та начальник гарнізону полковник Костянтинов. Правда, офіцер в середині свої промови збився й перейшов на російську.
На закінчення свята військові частини «церемоніальним маршем» пройшли Соборною площею.
Українська національна маніфестація 16 квітня 1917 року стала загальноміською подією. Вона продемонструвала популярність ідей національного і демократичного відродження в міському середовищі, підтримку армії в «українському питанні», лояльність командування і влади. Товариство «Українська Хата» показало себе впливовою і перспективною організацією, що має авторитет і повагу і зможе відстояти політичні інтереси українства.
«Українська Хата в Херсоні» стала першою масовою українською організацією в Херсоні, основою і дійсною школою для численних українських організацій, товариств, комітетів. «Хата» організувала цілеспрямовану культурно-освітню роботу, перетворившись у центр національного життя Нижньої Наддніпрянщини. З її діяльністю пов'язаний початок і багато яскравих епізодів українського відродження на Херсонщині. Це і численні мітинги та збори, концерти та вистави, початок власного українського театру, і книговидання, випуск першої україномовної газети, ініціація перших на Херсонщині курсів української мови. Одними з натхненників національної справи і активних діячів «Української Хати» стали неординарний український письменник Микола Федорович Чернявський і кооперативний діяч Іван Микитович Челюк.
Після того, як український рух на Херсонщині зміцнів, з'явилися українські політичні партії, українські кооперативи, завдання «Української Хати», як центру просвітницького та політичного життя українців Херсонщини, було реалізовано і товариство перетворилася на «Просвіту»..

## 1918

Оголошення кооперативного товариства «Українська книгарня» про видання книжок українською мовою. 7 лютого 1918 р.

Злам 1917—1918 рр. проходив під знаком карколомних політичних подій, що відбувалися у Петрограді та Києві: петроградський збройний заколот та створення Ради Народних Комісарів і київське проголошення Української Народної Республіки.
У Херсоні у цей період за пропозицією прибулого з Одеси Зиновія Висоцького створюється Революційна Рада (рада революційних організацій), яка зробила спробу об'єднати усі організації Херсону, незалежно від національної орієнтації, на єдиній платформі «політичного українства», тобто визнання влади Центральної Ради. З Одеси ж до Херсона на підтримку української влади в грудні прибули підрозділи гайдамацького куреня.
З січня 1918 року починається в історії Херсона складний і кривавий період братовбивчої війни. Він тривав до квітня, а потім на деякий час вщух, щоб пізніше з новою силою розгорітися знову. Вперше в історії Херсона людське життя, честь та гідність нічого не були варті, на вулицях стріляли одне в одного колишні громадяни єдиної держави, рвалися снаряди, — на Херсонщині палахкотіла та кривавила громадянська війна…
Цей період в історії нашого краю був обумовлений збройним конфліктом між Українською Народною Республікою та Радою народних комісарів, демобілізацією армії, Брест-Литовською угодою та трагічними подіями встановлення Радянської влади в Одесі та Миколаєві. Ситуація змінювалася майже щодня. Ще на початку січня у Херсоні українська Рада військових депутатів та Совєт робітничих депутатів вирішили об'єднатися на платформі визнання Центральної Ради, а вже в лютому з'їзд переобраної Ради визнав владу Совєта народних комісарів. У цей період відбулися пограбування арсеналів і військових складів, озброєння добровільних військових формувань, які підтримували різні політичні течії (і серед них створення загонів вільних козаків), численні обшуки, експропріації, сутички і нарешті грандіозне збройне повстання херсонців проти австро-німецьких військ, погром Українського народного будинку і українського національного театру, який влаштувала Спілка фронтовиків у березні 1918 року.
В ці дні в Херсоні все, що було пов'язано з українством, було небезпечним для життя: вистави новоствореного українського театру під час загострення політичної ситуації в місті проходили при напівпорожньому залі (глядачів налякали чутки, що всіх, хто ходить на українські вистави, розстріляють), курси української мови на деякий час припинили свою діяльність, була закрита й українська газета «Дніпро», — це лише деякі наслідки встановлення у місті Радянської влади. Однак продовужвали свою діяльність українські просвітницькі організація та установи.
Голова херсонської «Просвіти» Іван Микитович Челюк навіть у цій ситуації вбачав позитивне: «Тепер можна було поставити справу вже в більшому розмірі, позаяк до користування товариства перейшло помешкання міської аудиторії [Народного будинку]».
Ще 31 грудня 1917 року відбулося відкриття українського національного театру. Актори підготували водевілі «Солоха» та «Товариш Пролітайло». Театр був переповнений. Незабаром для дітей влаштували «Українську ялинку» з подарунками. Діти декламували, співали й танцювали. В січні було проведено кілька вистав («Невільник», «Брат на брата») та концертних вечорів. Але на перших порах драматичному гуртку не вистачало свідомого та освіченого режисера. «Просвіта» направила Юрка Шоміна (Шумського) до Києва в Міністерство Освіти з проханням підтримати культурну ініціативу херсонської «Просвіти». Після повернення Шумського робота театру активізувалася. З 2 по 11 лютого відбулося п'ять вистав та два концерти.

Програму курсів з українознавства, завдяки наявності великого постійного приміщення, було значно розширено, крім звичного вже вивчення української мови, введено навчання історії, статистики та географії України, історії українського письменства. Заняття проходили тричі на тиждень за ту ж платню в розмірі 6 карбованців на місяць. Як повідомляла 9 (22) лютого 1918 року газета «Рідний край», лекції з української мови читали Х. Лиханський та Д. Яхницький, з географії та статистики — С. Шульгін, короткий курс громадянської історії України — Х. Лиханський, а 

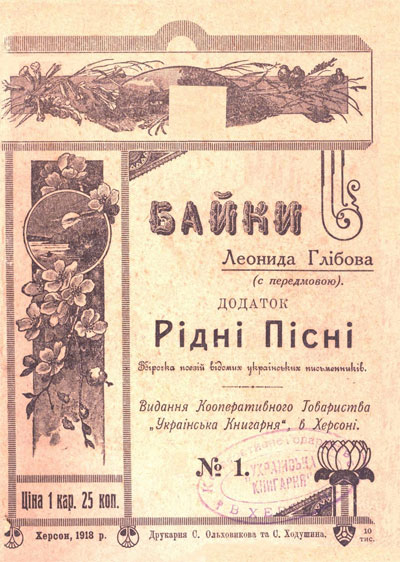
Байки Глібова видані у Херсоні, кооп. т-ва «Укр. книгарня». 1918 рік. Упорядник: С. Шульгин

курс історії української літератури, «як будови, яка вінчає народну творчість та є голосом народу з тьми сторіч до теперішнього часу», читає Микола Федорович Чернявський. «Він поставив своїм завданням ознайомити слухачів з невідомими духовними скарбами, про які навіть й не здогадується широка публіка, яка зовсім не знайома або майже незнайома з українською літературою». Лектор знайомить як з історією українського письменства, так і з самими творами. «Також, — повідомляла газета, — днями, отець В. Нетованний відслужив для курсистів молебень з читанням Євангелія українською мовою».
Успішно розвивалася в місті й видавнича справа. 7 лютого 1918 року херсонські просвітяни видали накладом 10 тисяч примірників першу книгу — «Байки» Леоніда Глібова з додатком «Рідні пісні» і розпочали друкування повного тексту «Кобзаря» з примітками Василя Доманицького. В планах роботи книгарні було видання «Українського декламатора» Лиханського.
В квітні, коли політична ситуація у місті нормалізувалася, Іван Челюк доповідав, що «Українська книгарня» за три місяці своєї діяльності видала такі книги: «Кобзар» Тараса Шевченка, накладом 5 тисяч примірників, «Новий Завіт» — української мовою — теж 5 тисяч примірників, « Життя Тараса Шевченка» з його віршами (2 тисячі примірників), текст Мирної Угоди України з центральними державами (3 тисячі примірників), а також складається «Український декламатор» та вирішено надрукувати ювілейне видання творів Миколи Чернявського, «приблизно 7 томів, по 320 сторінок кожен».

### Період Гетьманату

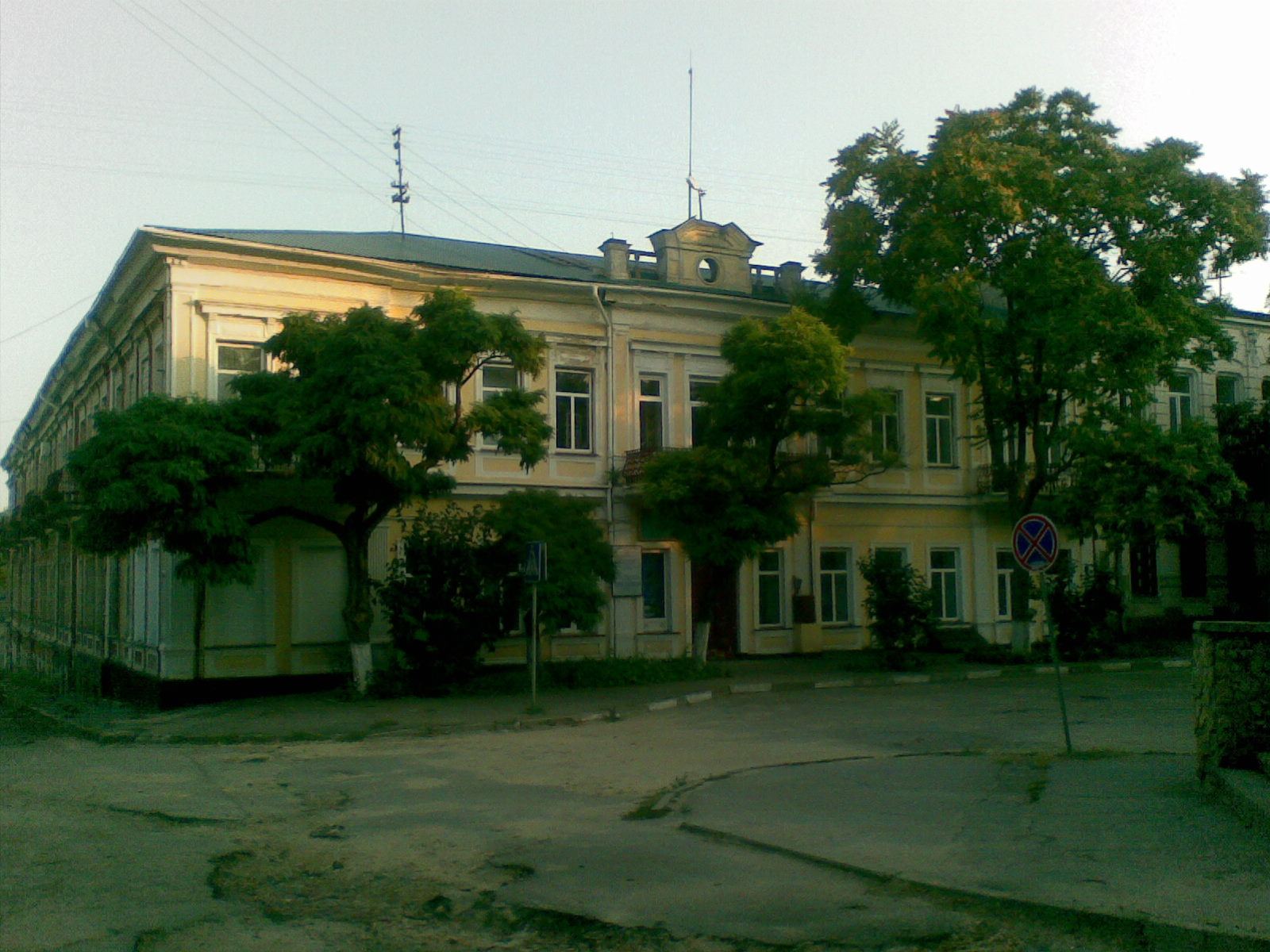
Петроградський готель у Херсоні. Штаб махновців у 1918 році.

Херсон охопили чисельні експропріації, пограбування, обшуки. На вулицях не вщухала стрілянина. Всі озброювалися. Ситуацію у місті ускладнили чисельні загони анархістів, які прибули з Одеси і Миколаєва. Вони розмістилися у Петроградському готелі (зараз це гідрометеорологічний технікум). До Херсона наближалися регулярні частини німецької і австро-угорської армії. Обшуки та конфіскації майна ставали все нестерпнішими. Тоді загони міліції на чолі з Крижановським за підтримкою фронтовиків, котрі були не згодні з політикою Ради народних комісарів, роззброїли анархістів і спробували заарештувати комісарів, але ті поспішно втекли з експропрійованими грошима. Владу у Херсоні взяла міська Дума, яка і запросила в місто підрозділи німців, що вже встигли захопити Миколаїв.
Але фронтовики, які ще зовсім недавно воювали з німцями були не згодні з цим рішенням. І тому прибулий 19 березня 1918 року німецький загін незабаром, після жорстокого бою біля міської Думи, було вигнано з Херсона. Наступного дня розпочався ще кривавіший бій, що продовжувався п'ять днів. Газета «Солдат и рабочий» писала про ці події:
|  | Пять суток город испытывал все ужасы войны. Снаряды с визгом носились над городом, наводя панику на жителей; трещали пулеметы и ружья, унося десятки жертв с обеих сторон. И тяжело ухали пушки… Необходимо должное воздать товарищам фронтовикам и рабочим, живущим на Забалке, Сухарном и Военном форштадте, и преклониться перед их храбростью и безумной отвагой. Даже дети в этих районах и те, не покладая рук, работали наравне со взрослыми: носили снаряды, пищу, перевязочные материалы и участвовали в боях. |

Так розпочалося відоме херсонське повстання, що тривало близько трьох тижнів — одна з найгероїчних сторінок історії Херсона. Повстанцям допомагали селяни з навколишніх сіл, загони матросів з Одеси, Криму. Обороною керувала «Рада п'ятьох», яка ввела залізну дисципліну в місті.
Але з владою повсталих прийшло й свавілля: офіцерів розстрілювали, а їхні тіла закопували в районі фортечних валів. Грабували і вбивали заможних городян. Так, по звірячому були вбиті відомий і авторитетний у місті лікар Ф. М. Аршавський і його дружина. Одного дня повстанці влаштували навіть антиукраїнський погром: були розгромлені український театр, народний будинок, зачинені всі українські просвітні установи. Погромники глумилися над зображеннями Тараса Шевченка, виколювали йому очі багнетами…
5 квітня 1918 року після запеклих боїв у місто увійшли німецькі війська. Після року революційних подій Херсон опинився під окупацією. Як не дивно, але чужа влада принесла у місто спокій.
З приходом до влади гетьмана Скоропадського ставлення до українського національного руху на Херсонщині різко змінилося. Чиновники, що були в державних установах й при царському режимі, вітали прихід на посаду губерніального старости (тобто губернатора) Семена Піщевича. Склалася цікава ситуація, коли в умовах офіційно проголошеної Української держави просвітяни були вимушені працювати на ниві розбудови української культури в умовах неофіційного тиску влади, в атмосфері шовіністичного цькування, яке знов-таки неофіційно підтримувалося представниками губернської виконавчої влади.
В першу чергу у херсонських просвітян знову виникли проблеми з приміщенням. В травні 1918 року, відразу після зміни влади, новопризначений губерніальний староста Піщевич видав розпорядження про те, щоб товариство «Просвіта» "протягом тижня звільнило приміщення «Херсонського панства» (тобто Дворянських зборів). Цікаво, що це розпорядження було надано не керівництву товариства, а місцевій міліції. Міліція відразу «явилась, щоби викинути нас або опечатати помешкання. Всякі заходи наші в пана старости не здались на ніщо. Міліція почала приходити в „Просвіту“ майже не щодня, відганяючи своєю появою й так перелякане громадянство» — писав Іван Челюк у Київ, у Міністерство Освіти, шукаючи у старих друзів захисту.
«Київський захист» подіяв: «Просвіту» не виставили на вулицю.
Її спочатку перевели на третій поверх до маленької кімнати, забравши всі меблі, а потім просвітянам вказали інше приміщення, яке, по-перше, було зайняте австрійськими військами, а по друге, потребувала великого ремонту.
«Йдіть і беріть його як хочете, це вже діло не моє» — сказав нам пан староста", — скаржився Іван Челюк до Міністерства Освіти.

Будівля Українського Національного Театру

Приблизно така ж доля спіткала й приміщення Українського національного театру, яке дуже постраждало під час збройного повстання та боїв з австро-угорцями та німцями в березні 1918 року. Напівзруйнованими в ті дні було багато будинків: протягом трьох тижнів озброєні херсонці протистояли регулярним частинам військ Центральних держав.
Після закінчення боїв міська управа розгорнула активні ремонтні роботи. Але не в усіх будинках. Наприклад, міський театр (в якому працювала російська трупа) був відремонтований протягом тижня, а до ремонту українського національного театру не приступали довгий час. А потім взагалі вирішили його конфіскувати у «Просвіти». Для цього була створена відповідна комісія міського самоврядування.
За розпорядженням повітового старости до іншої української просвітницької установи — Національного шкільного комітету — взагалі впускали відвідувачів лише за посвідченнями.
|  | Це ж чувано – хіба ж можна щоби просвітні організації находились під формальним арештом. Чи можна серед таких обставин працювати тай взагалі думати про рідну культуру? Тож вернулись до нас часи царсько-московського ладу – де за українське слово арештували |

— констатував Іван Микитович у своєму листі до Міністерства Освіти, в якому змалював обставини, що склалися навколо української просвітницької діяльності з приходом гетьманської влади у Херсон. Місцеву владу, яка поставилася до «Просвіти» вкрай вороже та з ненавистю, наслідувало й місцеве «зросійщене» громадянство. Воно дивилася на «Просвіту», за тогочасним висловом, «як на щось нелегальне та протизаконне».
З одного боку, виконувалися розпорядження центральної київської влади — військово-фельдшерську школу було українізовано та перейменовано у «другу військову школу лікарських помічників» (газета «Рідний край» заспокоювала своїх читачів: «пока программы остаются те же, преподавание только с осени на украинском, вступительные экзамены принимаются на русском, но предпочтение отдается тем, кто умеет читать и писать по-украински»), до гімназій надійшли атестати зрілості, які були надруковані двома мовами, міська дума розглянула пропозицію Міністерства Освіти щодо відкриття в місті української державної гімназії; на курси української мови, що влаштовувалися просвітянами, офіційно направлялися народні вчителі, вчителі церковно-парафіяльних шкіл. Тобто розпорядження виконувалися, заходи щодо розвитку застосування українського слова у різних сферах життя велися, однак при цьому зі шпальт місцевих газет на українську культуру лився неприхований бруд, багато просвітницьких заходів піддавалися невиправданій критиці. Ось лише декілька прикладів: 20 — 21 липня 1918 року в Олександрівському парку (сучасний парк імені Леніна) вперше відбулося велике українське свято-ярмарок під назвою «Сорочинський ярмарок» з музикою, співами, "ріжними забавами, «лотереєю алегро», продажем товарів («для продажу на ярмарці підготовлено мануфактури на 10 тис. руб., 25 пудів цукру, 120 пудів борошна, бакалія, інше»). В ньому взяли участь всі свідомі українці, були задіяні найкращі актори, хор, весь прибуток від ярмарку планувалося направити на позашкільну освіту товариства «Просвіта». «Рідний край» «співчутливо» констатував: «триста человек украинской интеллигенции создали жалкую пародию». І причому та ж таки газета в своєму репортажі відтворила багато цікавих сценок та епізодів, що відбувалися на ярмарку. Наприклад, відомий місцевий діяч, член Продовольчої управи, п. Лянний сам вишивав та продавав витвори своїх рук перехожим, українські актори та артистки варили та продавали вареники з вишнями, сиром, пампушки, медовики та інші «нетребеньки». На ярмарці працювали «колесо щастя», «безпрограшна бочка» та інші розваги.
Прибуток, який принесло це «перше вільне українське національне свято», для товариства «Просвіти» склав 12 тис. рублів.
Або ось як характеризував загальний настрій відвідувачів курсів української мови для народних вчителів відомий український поет та громадський діяч Петро Карманський, який був запрошений на них для читання лекцій: Курси для вчителів народних шкіл відбувалися у просторій залі й учасників курсів, між якими нерідко можна було добачити довгобородих чиновників і «благочинних», було приблизно пів тисячки.
|  | Коли я … почав придивлятися і прислухуватися, на мене повіяло холодом. Так і було видно, що курсистів присилували до участі і що вони всіма способами намагалися лекції звести на абсурд. Половина учасників тоді, як ішла лекція, стояла на коридорі; одні курили, інші “фліртували” з товаришками, а всі гомоніли мов на базарі. Української мови не було чути. |

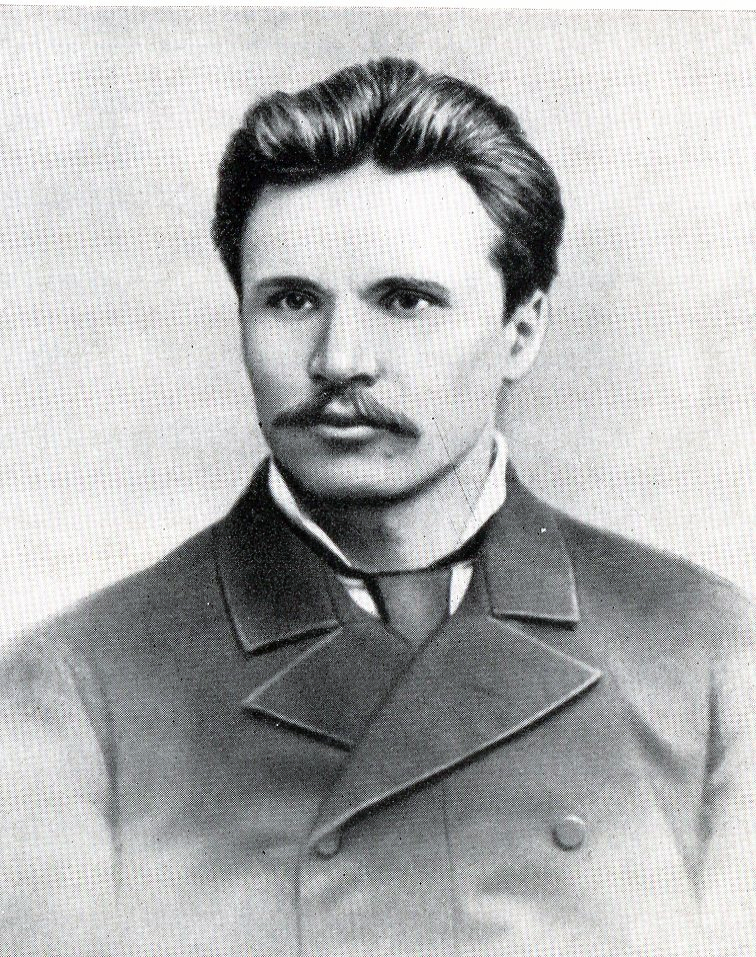
Дмитро Яворницький викладав у Херсоні історію на курсах з українознавства для вчителів

В такій атмосфері доводилося працювати просвітянам. Але «Просвіта» працювала, потрохи змінюючи відношення й до себе, й до українського слова, української культури. В липні товариство відкрило вже шосту групу курсів з українознавства для вчителів, службовців та всіх бажаючих. Кожен з курсистів після закінчення навчання здавав іспити та отримував свідоцтво. На той час курси вже закінчило понад 600 чоловік. Лекторами курсів були відомі історики та літератори Дмитро Яворницький, Василь Біднов, Петро Карманський та Микола Чернявський. Лекції також читав Віктор Гошкевич та багато інших неординарних лекторів, які перетворили читання своїх лекцій на справжній бій за кожну українську душу. Петро Карманський згадував, як наприкінці його лекцій,
|  | коли я виповів останні фрази, якими намагався висловити немовби заповіт для тих, кого мої лекції переконали у святій ідеї українства, до катедри підійшла одягнута в біле одна з учительок і, висловлюючи від імені загалу подяку за мою працю, подала мені китицю білих троянд, стискаючи мені щиро руку. Я виїздив з Херсона з жалем, а водночас і з піднесеним духом. І не дивиця: тут, у цьому цілковито змосковщеному місті, я наглядно бачив, яка могутня сила дрімає в ідеї українства. |

Керівництво «Просвіти» влітку 1918 року поставило питання перед Міністерством Освіти про надання курсам статусу державних. Іван Челюк писав: «Ці постійні курси українознавства будуть першою підвалиною під будучий український національний народний університет в Херсоні». Насправді курси вже виконували таку роль. Крім проведення курсів, товариство регулярно влаштовувало лекції та вечори для дорослих, читанки та ранки для малечі. У всіх початкових школах міста систематично проводилися читанки з чарівними ліхтарями. Усього прочитано за час існування товариства 250 лекцій та проведено 10 дитячих вистав.
Літом в місті працювало чотири дитячих садка (два на Військовому форштадті, при Суворовській та Потьомкінській школах, на Сухарному, при Гоголівській школі, в центрі, в приміщенні Музею старожитностей, при Пушкінській школі). До садків приймалися діти від 6 до 9 років. Навчання проводилося безкоштовно за системами Фребеля та Монтесорі. За повідомленням газети «Рідний край», садки були переповнені дітьми.
Дитячими садками завідувала добродійка Корондевич, яку надіслало Міністерство Освіти. Музично-драматичний гурток Товариства «Просвіта» в приміщенні Народного будинку влаштовував вистави двічі на тиждень по суботах і неділях, окрім того по неділях вдень міським українським національним шкільним комітетом проводилися дитячі ранки, в яких бере участь і музично-драматичний гурток.
При театрі склався гарний український хор під керівництвом д. Манченка. Цікава традиція була започаткована керівництвом товариства: глядачі, які приходили в національному вбранні, пропускалися на виставу безкоштовно. За повідомленням місцевих газет, які не залишали увагою українське театральне життя, 17 (30) червня 1918 року в українському національному театрі відбувся концерт, який «носил весьма удачный характер по своему разнообразию».
Цей вечір був присвячений творчості Миколи Чернявського. Надаємо слово репортеру Южаніну, який підготував репортаж з концерта:
|  | В этот вечер публика, кажется, в первый раз приветствовала на сцене национального театра, читавшего свои произведения, украинского писателя Н.Ф.Чернявского, который еще в старое, дореволюционное время был известен на Украине как лучший украинский лирик, … во втором отделении г.Шумский хорошо спел “Про руйнування Січі” и исполнил прекрасно переложенную Н.Ф.Чернявским мелодекламацию “Трубадур”. |

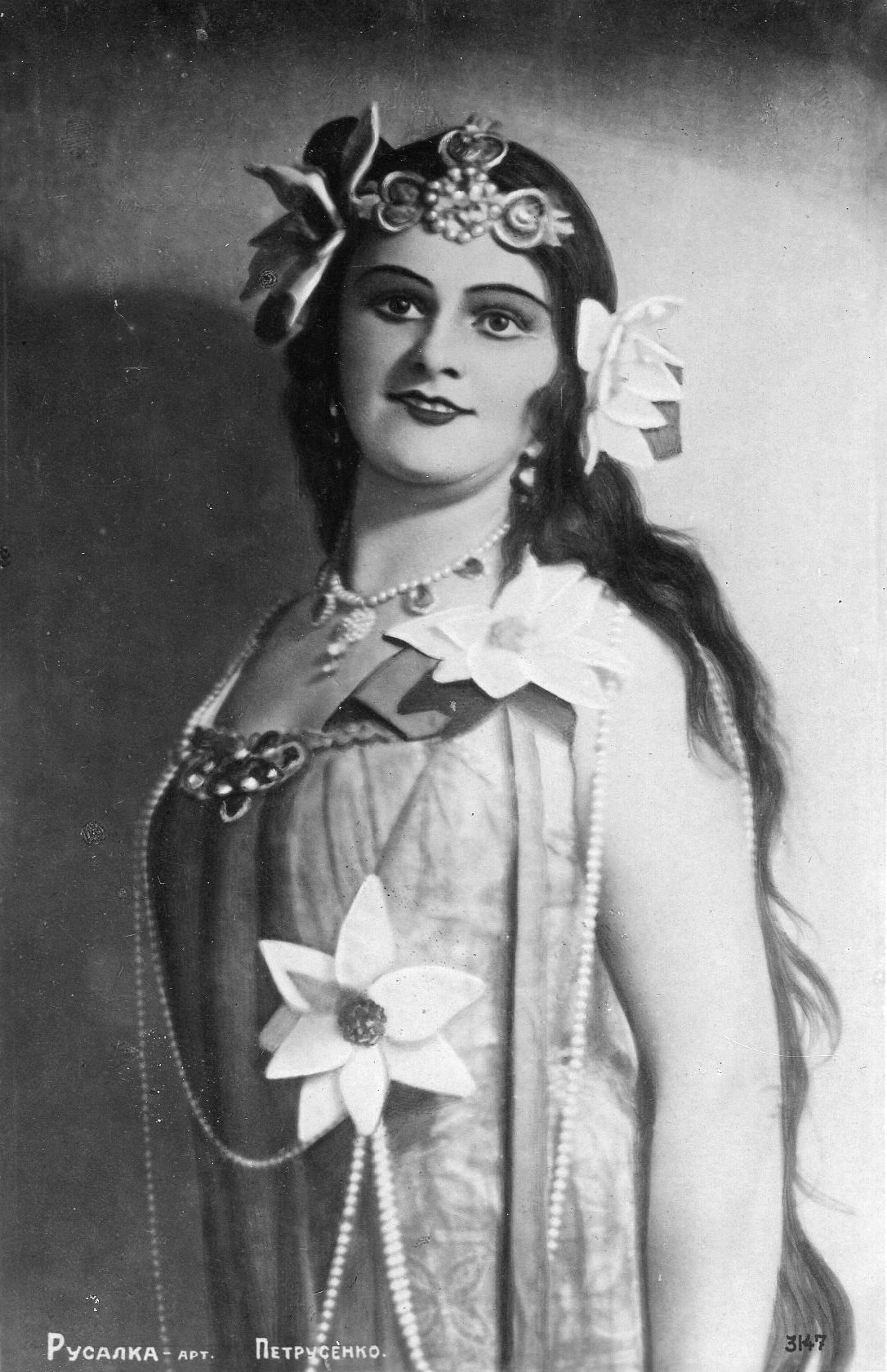
Під керівництвом режисера Івана Сагатовського на Херсонщині у театральних виставах грала Оксана Петрусенко (на листівці в образі русалки)

Літом музично-драматичний гурток вперше виїхав на гастролі по селам для влаштування українських вистав. Поступово в театрі зібралася трупа акторів, які перетворили музично-драматичний гурток на справжній театр зі своєю концепцію, поглядом, самобутністю. Той театр, який увійшов до всіх українських енциклопедій. Режисером в театрі став Іван Лукич Сагатовський, відомий український актор, режисер, який зібрав під своїм керівництвом відомих українських акторів В.Варецьку, К.Лучицьку , О.Петрусенко, Ю.Шумського, І.Селюка та інших. Диригентом в театрі був П.Бойченко, концертмейстером С.Стручевський.
Восени «Просвіта» планувала відкрити 10 українських початкових шкіл. Багато в цьому допомагали створені українські кооперативи. До речі, саме вони були основою та запорукою розвитку національно-культурного життя на півдні України. В херсонському архіві збереглися їхні документи. І тому є відомим, що херсонські українці допомагали і своїм братам з Миколаєва і навіть Полтави.
Культурницькі організації могли розраховувати й на традиційну підтримку земських діячів — представників так званої старої Громади. Її голова Андрій Михайлович Грабенко влітку 1918 року виконував обов'язки голови Губернської Земської Управи, секретарем якої був Микола Чернявський, завідував відділом народної освіти П.Тришевський, а відділом шляхів та сільського будівництва — перший «український губернатор» Г. В. Няньчур.

Будинок, де розміщувалась Херсонська народна губерніальна управа. 1918 р.

Розвиваючи приклад Херсона, навколо міста з'являлися все нові й нові сільські товариства «Просвіти». Вони потребували уваги до себе. Влітку 1918 року херсонські просвітяни влаштували поїздки членів музично-драматичного гуртка по селам на запрошення сільських товариств «Просвіти». В жовтні вони планували провести з'їзд «Просвіт» Херсонського та Дніпровського повітів, метою якого було створення спілки «Просвіт». Але цим планам, не вдалося бути втіленими в життя. На Херсонщину насувалася війна.
З осені 1918 року поглибилась політична криза в Україні, становище якої значною мірою залежало від стабільності центральноєвропейських держав Австро-Угорщини та Німеччини, які знаходилися на порозі революції. В листопаді вони визнають себе переможеними, виведуть свої війська зі Східної Європи, і Україна впаде в прірву братовбивчої війни.
Гетьманська влада намагалася на місцях здійснювати заходи зі зміцнення свого становища. Єдиним офіційним опозиціонером для адміністрації був орган місцевого самоврядування, вибори якого проходили ще влітку 1917 р. Гласні мали з багатьох питань власну думку, яка не завжди збігалася з позицією адміністрації. В серпні 1918 р. за розпорядженням губерніального старости були заарештовані відомі херсонські ліві політики гласні міської думи І. Л. Розенталь і С. Д. Аносов. Потім під тиском адміністрації було призначено нового міського голову. Ним став І. В. Балашов. Через місяць за розпорядженням губерніального старости С. Г. Піщевича, на підставі прийняття нового Закону про вибори, Херсонська міська дума була взагалі розігнана.

Лист Херсонського повітового комісара про створення тимчасової народної охорони з селян замість бувшої варти. 20 грудня 1918

Одночасно з посиленням центральної влади розпочалося формування добровольчих дружин із захисту порядку. 19 жовтня 1918 року отаманом добровольчих дружин Херсонської губернії призначено Гоголя-Яновського. На початку листопада гетьман оголосив в Херсонській губернії та Дніпровському повіті воєнний стан. В Херсоні була сформована Оборона, яка складалася з роти георгієвських кавалерів та кількох добровольчих дружин. Спілка офіцерів Херсонського гарнізону на чолі з генерал-майором Драценко підтримала останні заходи уряду гетьмана Скоропадського. 15 листопада 1918 року Спілка надіслала вітальну телеграму П.Скоропадському та розпочала формування офіцерських дружин, головна мета яких було придушення селянських повстань. У Херсоні був створений пункт запису до Добровольчої Армії, його очолив Генерал Драценко.
В місті та його околицях було неспокійно. В селах створювалися або загони самозахисту, або повстанські загони. 16 листопада 1918 року чини Варти в Херсоні розігнали загальностудентські збори, після того як деякі студенти закликали провести одноденний страйк проти введення в Україну союзницьких військ, а через кілька днів, 28 листопада 1918 року, розпочався дводенний політичний страйк. В місті розповсюджувалися листівки із закликами «Долой гетьмана», «Визволити політв'язнів», «Свобода спілок та друку». Страйкували деякі приватні торгово-промислові підприємства, електростанція. На площі Свободи чини Варти встановили кулемети. Українські політичні партії активізували свою діяльність.
В листопаді в Україні фактично розпочалося збройне повстання проти гетьмана. Його оголосила Директорія. На півдні селянські повстанські загони почали об'єднуватися в потужні та мобільні армії. На арену історії вийшли відомі герої та антигерої визвольних змагань. На Херсонщині розпочалась громадянська війна.
Газети того часу були переповнені повідомленнями про локальні збройні сутички по селах Херсонщини. І майже відсутні в них відомості про розвиток культурницької справи. Невідомо, чи був проведений З'їзд «Просвіт» Херсонського та Дніпровського повітів, чи було відкрито, як планувалося, десять українських початкових шкіл. Але «Просвіта» діяла.
На всіх крутих зламах того часу про роботу товариства можна було впевнено говорити: «але просвітяни працювали…»
В державному архіві Херсонської області збереглася автобіографія та інші документи Володимира Пилиповича Буряченка, секретаря відомого українського журналу «Основа», автора російсько-українського словника (Одеса, 1918 р.). В них відображена активна робота херсонських просвітницьких установ. Сергій Шульгін підготував книжку з українського діловодства «Практичний курс для вивчення української мови». Українські курси продовжували навчання, театр давав регулярні вистави: просвітяни працювали.
10 грудня 1918 року Херсон залишили німецькі війська. В той же день Наказом Директорії УНР Херсонським губернським комісаром призначено Г. В. Няньчура. Гордій Васильович прибув до Херсона 16 грудня 1918 року разом з військовими підрозділами республіканської армії. Після коротких сутичок з добровольцями, республіканські війська встановили владу УНР в Херсонському повіті. 21 грудня 1918 року в Херсоні нарада всіх партійних організацій міста, до більшовиків включно, підтримала владу Директорії.

## 1919

Працівники херсонської ЧК

У січні 1919 р. в Херсоні розпочало роботу відділення Українського Національного Союзу, яке розмістилося в приміщенні колишнього губернаторського будинку. Ініціаторами створення національного союзу були діячі «Просвіти». 3 січня 1919 р. в управі союзу відбулися загальні збори Ради УНС. Її очолив відомий український актор Іван Антонович Селюк (в двадцятому році Іван Антонович на деякий час очолить Херсонську «Просвіту»). Членами управи Союзу стали Іван Челюк та Георгій Шумський.
12 січня 1919 року був створений Український національний клуб. Представники українських політичних партій розпочали активно перебирати національно-просвітницькі функції на себе. І вирішували їх у своєму розумінні. Наприклад, 18 січня 1919 року Херсонський повітовий комендант полковник Кочубей наказав у тижневий термін зняти всі російськомовні вивіски та замінити їх україномовними. Подібні кроки херсонська громадськість зустрічала вкрай вороже. Усілякі крайнощі народжували у відповідь лише протидію. «Родной край» пізніше наводив приклади саботажу україномовним заходам того періоду. Однак, товариство «Просвіта» працювало. В січні були організовані вже традиційні культурницькі заходи. Так, того ж 12 січня 1919 року, «Просвіта» провела дитячий ранок для сиріт Миколаївського дитячого притулку та найбідніших верств населення. У програмі була Ялинка, читання віршів, безкоштовні подарунки, показали також виставу «Сватання на Гончарівці», в якій, за висловом газети «Родной край», «г. Селюк все время смешил детей». В приміщенні «Просвіти», яка знову розташувалася в будинку Дворянського зібрання, проводилися різноманітні заходи українських просвітницьких інституцій. Так, в січні відбулися загальні збори Херсонського відділення Української вчительської спілки, а в лютому — загальні збори молодіжної української організації «Юнацька спілка». Її очолив Іван Колесник, секретарем обрано Г.Гринька.

Трупи закатованих «ворогів радянської влади» у будинку херсонської ЧК по вул. Ломоносова

На початку березня 1919 р. частини Григор'єва підійшли до Херсону, де знаходились тоді досить великі сили Антанти — 3 тис. грецьких і близько 2 тис. французьких солдатів. Навколо міст, які охороняли союзницькі десанти, не втихали селянські повстання, а в самих містах активізувалось анархістське, більшовицьке та ін. підпілля.
Наказ григор'євським частинам на штурм Херсону підписав Ю.Тютюнник, взявши тим самим на себе всю відповідальність за наслідки операції. Скоріше за все, Григор'єв не був впевнений до кінця у своїх силах і не хотів ризикувати кар'єрою у разі невдачі, адже штаб бригади не встиг підготуватись і планів штурму міста не існувало.
Але ентузіазм партизанів був настільки високим, що обійшлись без будь-яких планів. З березня 1919 р. позиції антантівців у Херсоні було піддано інтенсивному артилерійському обстрілу (повстанці задіяли три гармати, кожна з яких лише у перший день випустила по 800 снарядів) і григор'євці розпочали наступ на місто. Під час кількаденного штурму загинуло, за свідченням самого Григор'єва, понад 200 грецьких солдатів і офіцерів (за іншими даними, загальні втрати антантівців становили понад 600 осіб), а втрати повстанців становили 19 вбитих і 37 поранених.
Коли вже стало зрозуміло, що поразка неминуча, греки підпалили портові склади, де перебувало під охороною кілька сотень заручників з числа місцевих жителів (всі вони загинули). Григор'єв, розлютований цими подіями, наказав завантажити один з пароплавів трупами грецьких солдатів і відправити його на адресу головного союзницького командування в Одесу.
Після взяття Херсону Григор'єву вдалося поповнити запаси зброї, боєприпасів, спорядження. Зокрема, у противника було захоплено 6 важких гармат, понад 100 кулеметів, понад 700 гвинтівок, а також 300 мулів . Це мало неабияке значення для повстанців, оскільки однією з найгостріших тогочасних проблем було забезпечення радянських військ усім необхідним. Це був один з найбільш тяжких періодів в історії міста. Він увібрав в себе масові експропріації серед херсонців, каральні заходи радянської влади, реквізиції, зловживання. Загальне невдоволення політикою так званого «військового комунізму» вилилося у широке повстання, яке наприкінці травня — початку червня було придушене.
Достеменно відомо, що в ті дні з українських культурних інституцій працював Національний театр ім. Т. Г. Шевченка. У травні була створена пересувна українська концертна трупа, що влаштувала концерти в Білозерці, Фалеєвці (Садовому), Нікольському, Тягинці, Козацькому.
В серпні 1919 р. Херсон був захоплений підрозділами Збройних сил Півдня Росії генерала А.Денікіна. На короткий час на Херсонщину повернулися дореволюційні порядки, з якими повернулося й негативне ставлення до «українського сепаратизму».
Земські управи, які відновили свою діяльність, були поставлені в рамки, що обмежували їх повноваження і можливий вплив на розвиток просвітницького руху. Наприклад, Шкільний повітовий відділ земства, в якому працювали свідомі українці Бобров, Курінний та інші, був розформований. Керувати народною освітою був поставлений «благонадійний» орган — Тимчасова колегія з управління народними училищами при Херсонській управі. До її складу увійшли члени управи та інспектора народних училищ. Очолив колегію голова управи Фальц. Перше засідання нового органу відбулося на початку вересня 1919 р.
Одним з перших своїх рішень колегія фактично заборонила українські школи. Члени колегії керувалися у своїй роботі Постановою Особливої наради при Головнокомандуючому Збройними силами півдня Росії від 28 червня 1919 р. «Про головні положення з питання про українські школи». Колегія припускала можливість відкриття приватними особами та громадськими організаціями навчальних закладів з викладанням «на малороссийском языке» на підставі Правил від 1 липня 1914 р. Але при цьому скасовувалося викладання українознавства (тобто «Історії та географії України»), викладання «історії малоросійської літератури» вважалося необов'язковим й Свідоцтво про закінчення навчання державного зразка видавалася лише у випадку, коли навчальний заклад проводив навчання в дусі російської державності та патріотизму. До речі, інші національні народні школи (німецькі та єврейські), як це й було в дореволюційні часи, утримувалися державним коштом.
На допомогу «Просвіті» та іншим українським організація міста прийшли українські кредитові товариства, які розгорнули в той час активну фінансову діяльність. Початок розвитку національних кредитових спілок, покладений ще в 1917 р., і був пов'язаний з іменами просвітян Івана Челюка та Сави Караянія. У липні 1917 р. вони ініціювали створення та очолили Херсонську спілку кредитних і ощадно-позичкових товариств. Новостворена спілка відразу проявила себе як національно-орієнтована організація і на всіх зламах історії незмінно підтримувала Херсонську «Просвіту». В жовтні 1918 р. було створено Українське кооперативне кредитове товариство імені Миколи Левицького. Товариство взяло на себе головну частину фінансової допомоги просвітницькій справі на Херсонщині. Осінь 1919 р. вписала яскраву сторінку в історію кооперативного руху. Авторитетний дослідник кооперативної справи Г. В. Цибуленко наводить у своїй статті «Кредитна кооперація Півдня в умовах революційних катаклізмів 1917 — 1920 рр.» факти успішної діяльності спілок кредитових кооперативів під час денікінського правління. Коли була ліквідована державна монополія на торгівлю збіжжям. Спілки Херсонської губернії поставили державі 8 млн пудів зерна і отримали дозвіл на вивіз за кордон партії у розмірі 3 млн пудів.
В державному архіві Херсонської області зберігається фонд кооперативного кредитового товариства імені Миколи Левицького. Завдяки документам можливо відтворити достовірну картину розвитку просвітницької справи в умовах денікінського правління. Українські кооперативні організації (товариство імені Левицького, «Українська книгарня», «Україна», «Об'єднання», «Союзкредити») уклали між собою угоду про пропорційний розподіл коштів на фінансування культурно-просвітницької роботи Херсонської «Просвіти». Це дало можливість підтримати всі головні просвітницькі проекти товариства: роботу національного театру, двох українських початкових шкіл, дитячого садка, української гімназії, бібліотеки. Тобто, без державної підтримки «Просвіта» вижила і продовжила свою роботу. Але спочатку їй довелося пройти всіма бюрократичними колами, щоб переконати проросійсько налаштованих чиновників у необхідності українських навчальних закладів. У вересні на Забалці знову запрацював український дитячий садок, в жовтні на Військовому форштадті відкрилася українська початкова школа (яка знаходилась «по Церковній вулиці в будинці Мусоревича»), в листопаді на розі вулиць Суворовської та Потьомкінської відкрилася українська бібліотека («бібліотека працює щоденно крім святкових та вихідних днів з 4-х до 6-ті вечора»), в грудні відкрилася 2 українська початкова школа («відкрито два відділення, перше — звукове, діти будуть забезпечені гарячими сніданками»).
В листопаді представники товариства «Просвіта» вирішили домогтися введення викладання української мови в середніх навчальних закладах міста і отримати дозвіл на відкриття української гімназії. Попечителю Одеського навчального округу професору Билимовичу були надані десятки заяв від учнів 2-ї жіночої гімназії, учительської семінарії, гімназії Марченко, фельдшерської школи та Вчительського Юр'євського інституту з проханням ввести вивчення української мови. Здивований попечитель навчального округу такий дозвіл надав. Газета «Родной край» писала про реакцію професора Билимовича:
|  | Попечитель підтвердив, що українська мова є не обов’язковою, але, якщо учні самі бажають її вивчати, то Педагогічна Рада зобов’язана організувати її викладання”. “Просвіта” вважає, що українська мова буде введена з другого півріччя. |

В жовтні в приміщенні українського національного театру імені Т.Шевченка був зроблений ремонт, влаштована ложа, відомий художник, академік Іван Шульга заново переписав декорації.
Жовтень 1919 р. був дуже неспокійним. Активізували свою діяльність проти денікінців селянські повстанські загони. В центрі Херсонського повіту кілька сіл проголосили незалежні Баштанську та Висунську республіки, Каховка була захоплена загоном Павловського, Нова Маячка та Основи пограбовані місцевими бандами. В приміщенні херсонської контррозвідки здійснено терористичний акт — вибухнула бомба. Між Миколаєвом та Херсоном у зв'язку з відсутністю пального припинився рух поїздів. В Херсонському повіті була оголошена загальна мобілізація. Всіх, хто не з'явиться на мобілізаційні пункти, згідно з наказом, чекали військово-польові суди, а села, які відмовляться від мобілізації, будуть зруйновані…

Білогвардійський генерал Яків Слащов

Листопад та грудень не принесли спокою та миру на Херсонщину. Денікінці розпочали криваву боротьбу із місцевими селянами. Генерал Слащов, який отримав всю повноту військової та цивільної влади, оголосив справжню війну мирному населенню, яке підтримувало повстанців. Але це не допомагало. Загони висунців навіть вирушили походом на Херсон. Кілька днів тривав штурм. Регулярна армія виявилася сильнішою. Херсонщина була залита кров'ю. Газета «Родной край» писала: «Шлях до Воронцовки завалений трупами». Біля Кронау (сучасне Високопілля) 7 годин тривав бій між білими кіннотниками та махновцями, які напередодні стратили близько 100 колоністів і пограбували колонію. В бою загинуло 4000 махновців. На деякий час встановився спокій. Але вже червона навала йшла з півночі. Селянство підтримало більшовиків. Російських та українських.

## 1920
У лютому 1920 р. в Херсоні остаточно встановлена Радянська влада. На той час Ради ще були багатопартійними. До них входили крім комуністів-більшовиків українські та єврейські комуністи, праві та ліві, російські та українські есери, меншовики. Вони сперечалися між собою, відкрито висловлювали свою думку і разом ненавиділи ворогів трудового народу. З часом список цих ворогів значно збільшився…
В умовах відносного плюралізму товариство «Просвіта», яку підтримувала спілка кооперативів Херсонщини та українські партії, продовжила свою роботу. 18 лютого 1920 р. голова Херсонського товариства «Просвіта» Терентій Якушев доповідав Правлінню про щомісячні витрати товариства: на українську школу, садок, український національний театр. Місцева газета повідомляла в лютому, що «Українська книгарня» видала спогади Миколи Чернявського про Б.Грінченка та М.Коцюбинського «Кедр Ливана» та «Червона лілея», комедії Кропивницького «По ревізії» та Велисовського «Бувальщина».
В кінці лютого розпочалася підготовка до вшанування пам'яті Тараса Шевченка. Ввечері в українському національному театрі відбулися урочисті збори. Вони з'єднали усіх: українських комуністів та есерів, есдеків та поступовців, просвітян, кооператорів та політиків. Великий Кобзар своєю величністю примусив забути політичні суперечки та ворожнечу тогочасного херсонського українства.
Виступили Плис, Сагатовський, Іванченко, Мазуренко, Губчич, С. М. Лиханський. Реферат прочитав Х. М. Лиханський. В концертному відділенні яскраво сяяли Оксана Петрусенко, Юрій Шумський, інші відомі актори. Була показана вистава «Назар Стодоля». Всі присутні поклонилися племіннику Кобзаря — Андрію Йосиповичу Шевченко… Дійсність суворої весни двадцятого року нагадала про себе погаслим світлом. Концерт був припинений. Більше вони разом не зібралися.

Видання Мистецького Товариства ім. Михайла Старицького в Херсоні. 1920 рік

З 20 березня 1920 року в приміщенні Української трудової школи 1 та 2 ступенів (на розі вулиць Говардівської та Вітовській в будинку Шарка) розпочалися вже традиційні курси з українознавства для вчителів та інструкторів позашкільної освіти. Програма курсів складалася з двох частин: загальноосвітньої (вивчення української історії та культури, занять з мови та красного письменства) та фахової (по факультетам: педагогічний, лекторський, позашкільного виховання («по влаштуванню просвітницьких будинків, музеїв, бібліотек, курсів для дорослих»), дошкільного виховання, мистецтво («з поділом на театральне та музичне»), кооперативний фах. На курсах викладали М. Ф. Чернявський, який у вересні 1920 р. очолив «Просвіту», Я. М. Терещенко, В. І. Гошкевич, В. Г. Скрипниченко професор Піщенський.
З червня на курсах українознавства розпочався новий набір слухачів. Потрібно було працювати. Попереду було ще багато роботи.
|  | Товариство раде здійснити всі культурні бажання громадянства, раде піднести рідну занепалу культуру на належну височінь, щоби вивести свій Рідний край свій народ з того занепаду та безладдя, в яким він тепер находиться. Раде повести його по дорозі науки до правдивого щастя й порядку |

— писав перший голова Херсонської «Просвіти» Іван Микитович Челюк.
З початком 20-х років настають тяжкі часи в історії української просвітницької діяльності. І хоча Радянська влада проголосила курс на українізацію, все-таки головним для неї залишався класовий підхід. Тому «Просвіти» були замінені спочатку на червоні «Просвіти», до яких було заборонено приймати заможних та інших класово ворожих елементів, а потім і на Політосвіти.
Згодом почалися арешти неблагонадійних. Слідча справа вже старенького Миколи Федоровича Чернявського зафіксувала усі етапи страшної трагедії українства: арешти розпочалися з кінця двадцятих, — (Справа так званої Спілки визволення України), потім ще звинувачення у якійсь нісенітниці, і арешти, арешти, багатоденні допити і — розстріл…
У державному архіві зберігаються слідчі справи майже усіх лідерів українського відродження доби національних змагань, — комуністи не обійшли нікого з тих, хто не схотів залишати Батьківщини.